# Georges Heylens
Georges Heylens (ur. 8 sierpnia 1941 w Etterbeek) – belgijski piłkarz, boczny obrońca. Długoletni zawodnik Anderlechtu.

## Kariera
Anderlecht był jedynym klubem w jego dorosłej karierze. W pierwszym zespole debiutował w 1960 i do 1973 rozegrał blisko 400 spotkań ligowych. Siedem razy zostawał mistrzem kraju.
W reprezentacji Belgii wystąpił 67 razy. Debiutował w 1961, ostatni raz zagrał w 1973. Grał na mistrzostwach świata w 1970 (3 spotkania). Dwa lata później znajdował się wśród brązowych medalistów ME 72.
Pracował jako trener – w ojczyźnie, ale także Francji czy Turcji.